# Tandartsboor

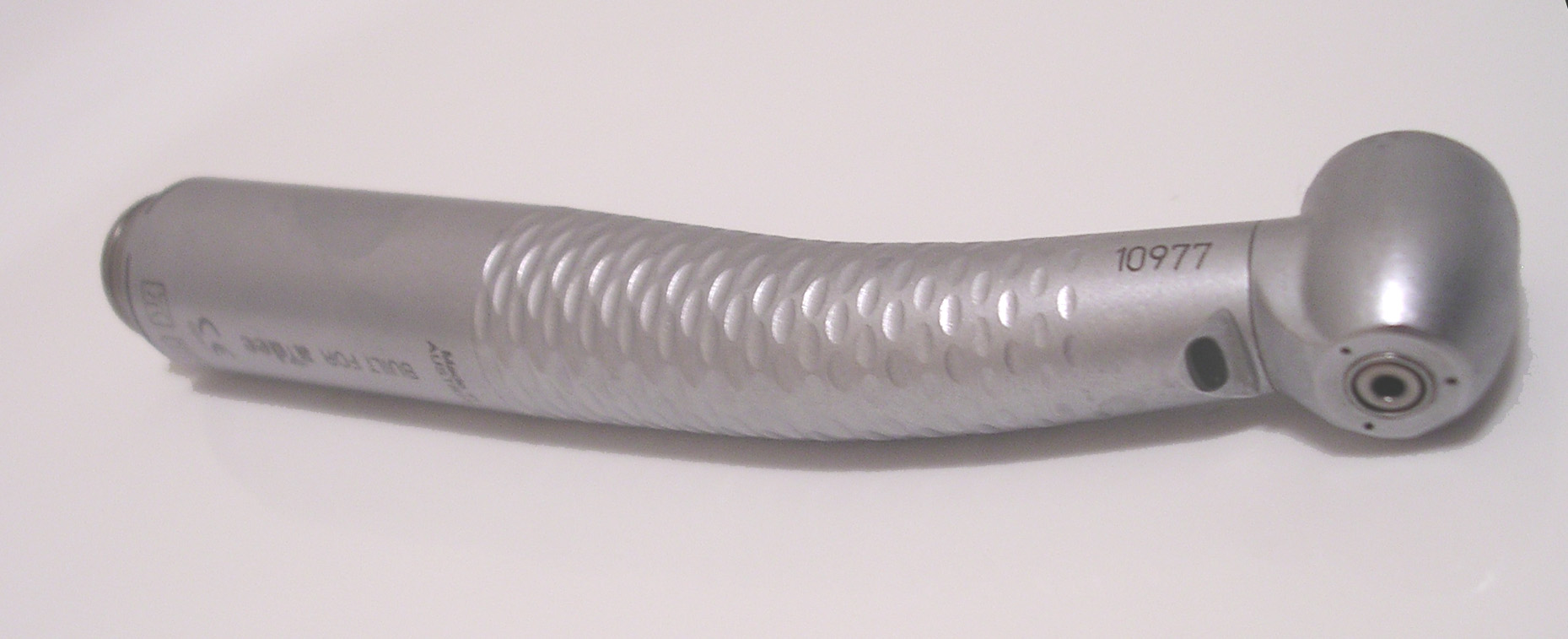
Tandartsboor

Een tandartsboor is een kleine hogesnelheidsboor die in de tandheelkunde wordt gebruikt, normaal gesproken om tandplak te verwijderen en gaatjes steriel te maken om ze daarna vervolgens te vullen. Moderne tandartsboren worden meestal pneumatisch aangedreven en kunnen draaien met een snelheid tot wel 400.000 toeren per minuut. Ze gebruiken harde metalen boren. Het boortje zelf wordt boor bitje of burr genoemd. Tandartsboren, die een onderscheidend, scherp geluid maken, zijn bij veel mensen vaak een factor in de angst voor de tandarts.

## Geschiedenis
Er is bewijs overgebleven uit de tijd van de Indusbeschaving dat die zich tot wel 7000 jaar geleden met tandheelkunde bezighielden. Deze vroege vorm van tandheelkunde betrof het genezen van cariës met boogboren, mogelijk door ervaren timmerlieden. De reconstructie van deze eeuwenoude vorm van tandheelkunde liet zien dat de gebruikte methodes betrouwbaar en effectief waren. Holtes van 3,5 mm diepte met concentrische gaatjes geven het gebruik van een boorgereedschap aan. De leeftijd van die tand wordt geschat op 9000 jaar. Veel later werden er mechanische handboren gebruikt. Zoals de meeste handboren waren ze tamelijk langzaam, met snelheden tot 15 toeren per minuut. De Britse tandarts George Fellows Harrington vond in 1864 een klokkenwerk tandartsboor uit, de Erado. Dit gereedschap was veel sneller dan eerdere boren, maar maakte veel geluid. De Amerikaans tandarts George F. Green maakte in 1868 een pneumatische tandartsboor, aangedreven door pedaalbestuurde blaasbalgen.
Op de eerste elektrische tandartsboor werd door George F. Green in 1875 octrooi aangevraagd. Elektrische tandartsboren konden in 1914 snelheden tot wel 3000 toeren per minuut bereiken. De tandartsboren werden in de jaren 1950 en '60 samen met de luchtturbine boor verder ontwikkeld.
De huidige vorm van de tandartsboor is de luchtturbine handboor, ontwikkeld door John Patrick Walsh en leden van het personeel van de Dominion Physical Laboratory  in Wellington in Nieuw-Zeeland. Hij ontwikkelden het contrahoek-luchtturbinehandstuk nadat hij een kleine luchtperser als recht handstuk had gebruikt. De eerste officiële aanvraag voor een voorlopig octrooi voor het handstuk werd in oktober 1949 toegekend. Het handstuk werd door perslucht aangedreven. Er volgden daarna meer aanvragen voor octrooi. Dr. John Borden ontwikkelde de boor verder in Amerika. Deze boren werden omstreeks 1960 in productie genomen.

## Onderdelen

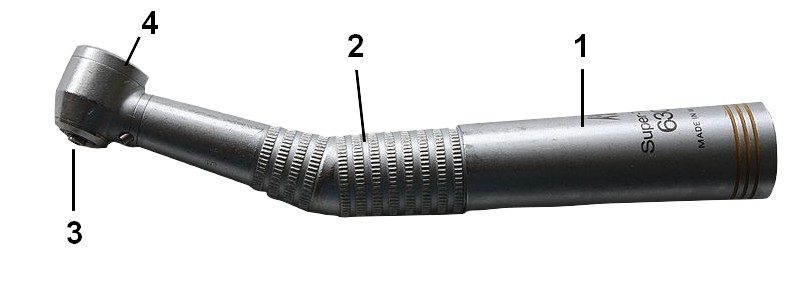
Tandartsboor

De tandartsboor bestaat uit verschillende onderdelen die tijdens de productie samen in elkaar worden gezet. Het deel waar de tandarts de boor vasthoudt is het handstuk (1). De turbine wordt in de meeste typen tussen twee paar rollende lagers geplaatst en direct aan het boor bitje gekoppeld.
Het kan ook met een aandrijfas. De motor en de (2) aandrijfas bevinden zich dan in het handstuk. Aan de aandrijfas zitten overbrengingen met tandwielen. Deze tandwielen brengen de draaibewegingen van de aandrijfas, aangedreven door de motor, soepel op de boor over. Bij de modernere luchtturbine boor, waarbij de motor door perslucht wordt aangedreven, is er ook nog een turbineaandrijving in het handstuk aanwezig, namelijk een schoepenwiel, de rotor. Deze vangt de lucht op van de compressor. De rotor zit hierbij op een as gemonteerd en die laat de as op hoge snelheid draaien. Een tandwieloverbrenging aan het einde van de aandrijfas laat de boor zelf draaien.
Tandartsburrs, bij  (3), zijn in veel verschillende vormen ontworpen voor specifieke doeleinden. Ze moeten sterk genoeg zijn om door sterk tandglazuur te boren. Ze zijn vaak gemaakt van staal met een omhulsel van wolfraamcarbide, bestaan volledig uit wolfraamcarbide en hebben soms een diamanten punt. De tandarts heeft goed zicht in de mond van de patiënt dankzij de optische vezels en ledlampjes in de kop van de boor (4).

## Productie

### Handstuk
Er worden verschillende materialen voor het handstuk gebruikt, maar er wordt bij de productie altijd van een gietvorm gebruikt gemaakt. Kunststof handstukken worden door middel van spuitgieten gemaakt. Metalen handstukken ondergaan een vergelijkbaar proces.

### Boor bitje
De boor bitjes worden uit deeltjes wolfraamcarbide gemaakt. Die deeltjes worden gemaakt door eerst wolfraamerts te nemen en het een chemisch proces te laten ondergaan, om zo wolfraam oxides te produceren. Er wordt waterstof toegevoegd om zuurstof te verwijderen en dat resulteert in een fijn poeder van wolfraam. Dit poeder wordt met koolstof gemixt en opgewarmd, waardoor er de deeltjes wolfraamcarbide ontstaan van verschillende grootte. Deze worden verder verwerkt om de boor bitjes de goede vorm te geven.

### Motor
De luchtturbine motor is een pneumatische motor, wordt van kleine stalen onderdelen gemaakt en wordt in de boorkop geplaatst. Andere typen turbinemotoren zitten verder in het handstuk en worden door middel van de aandrijfas en een serie tandwielen aan de boor gekoppeld. Beide soorten motoren maken van een schoepenwiel gebruik en worden verder bijna op dezelfde manier in elkaar gezet. Luchtturbine motor hebben altijd een opening voor inkomende en uitgaande lucht. Elektrische motoren zijn aanzienlijk meer complex, omdat ze uit een lagers, borstels en armatuurspoelen bestaan.

### Samenstellen
Nadat alle onderdelen beschikbaar zijn, kan het in elkaar zetten van de tandartsboor beginnen. De luchtturbine wordt geplaatst en op de aangegeven manier aan het boor bitje gekoppeld. Het geheel wordt daarna afgewerkt met onder andere de ledlampjes. De voltooide boren worden gecontroleerd, in de verpakking geplaatst, samen met een handleiding en vervangingsonderdelen, en naar de distributeur gebracht.